# NGC 5486
NGC 5486 is een spiraalvormig sterrenstelsel in het sterrenbeeld Grote Beer. Het hemelobject werd op 14 april 1789 ontdekt door de Duits-Britse astronoom William Herschel.

## Synoniemen
- UGC 9036
- MCG 9-23-38
- ZWG 272.31
- IRAS 14056+5520
- PGC 50383